# Esten

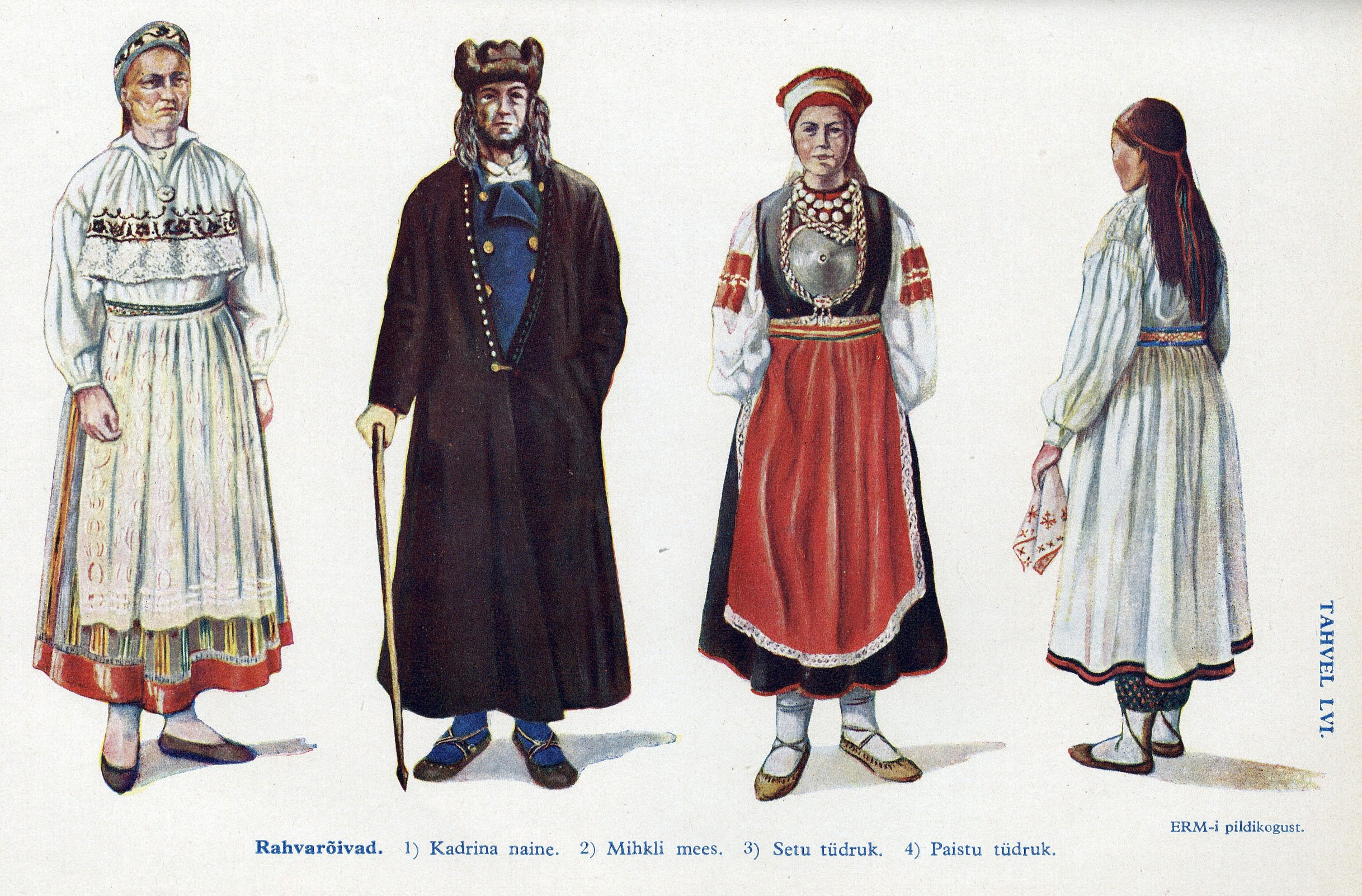
Estnische Volkstrachten

Die Esten (estnisch eestlased) sind eine autochthone nordeuropäische finno-ugrische Ethnie mit etwa einer Million Angehörigen. Sie bilden die Titularnation Estlands.
Die Esten gehören ethnisch nicht zu den Balten, sondern zusammen mit den Ungarn und Finnen zu den finno-ugrischen Völkern. Geographisch liegt Estland jedoch im Baltikum.

## Name
Die ursprüngliche Selbstbezeichnung der Esten war maarahvas. Diese ist möglicherweise eine Lehnübersetzung des deutschen Worts Landvolk, das im Mittelalter schlicht „Einheimische“ bedeutete.
Erst im 18. Jahrhundert trat die Bezeichnung eestlane hinzu. Dies war möglicherweise beeinflusst von dem Namen der baltischen Ästier im westlichen Baltikum. Beide Gruppen sind nicht identisch.
In altrussischen Chroniken wurde die Bezeichnung Tschuden für die Bewohner Estlands verwendet.

## Geschichte

### Frühgeschichte
Über die Ethnogenese und die Frühgeschichte der Esten ist, wie bei allen Völkern ohne schriftliche Aufzeichnungen, nicht allzu viel bekannt.
Eine biologische Verwandtschaft mit den Wolga-Finnen oder Permjaken (Komi und Udmurten) scheint angesichts ihrer geringen Ähnlichkeit wenig wahrscheinlich. Die Völker der Eismeerküste von den Nenzen im Osten bis zu den Samen im Westen weisen eine von den klimatischen Gegebenheiten bestimmte, ähnliche Kultur auf.
Der erste schriftliche Bericht zu den Balten stammt von dem römischen Historiker Tacitus. Dieser berichtet in seiner frühestens 98 n. Chr. entstandenen Germania von den Aestii. Dies war die Bezeichnung, die die Germanen den Bewohnern nordöstlich der Weichsel gaben. Tacitus beschrieb die „Stämme der Aestier, die die Bräuche und Tracht der Sueben haben“, doch deren Sprache der britannischen nähersteht.  Diese Bezeichnung bezog sich allerdings ursprünglich auf einen baltischen Stamm, die Aisten, der an der preußischen Ostseeküste ansässig war, und diente in der Antike als Sammelbezeichnung für alle Balten.
Zur Zeit der ostgotischen Herrschaft in Italien in der ersten Hälfte des 6. Jahrhunderts berichtet Cassiodor von einer Gesandtschaft der Esten am Hofe in Ravenna.

### Zeit der Fremdherrschaften
Im 13. Jahrhundert wurden die Esten im südlichen Livland durch Ritter des Deutschen Ordens in den Litauerkriegen dem deutsch-baltischen Adel unterworfen und zwangschristianisiert. Es entwickelten sich zwei grundverschiedene Bevölkerungsschichten: die einheimische, estnische Landbevölkerung und die zugewanderte, deutsche Herrschaftsschicht. Auch nach dem Zerfall des Ordensgebietes sicherte das 1561 erlassene Privilegium Sigismundi Augusti den Ständen das Recht auf die deutsche Sprache, die deutsche Gerichtsbarkeit und den evangelischen Glauben zu. Die Deutsche Sprache blieb bis ins 20. Jahrhundert die Hauptverkehrssprache der gehobenen Schichten. Jeder Este, der einen gesellschaftlichen Aufstieg vollziehen wollte, war zu einer weitgehenden Anpassung gezwungen. So war die Kaiserliche Universität Dorpat von ihrer Neugründung 1802 bis 1880 deutschsprachig und auch intellektuell und hinsichtlich des Lehrkörpers eine deutsche Universität.

### Zeit des Nationalen Erwachens
Erst zur Mitte des 19. Jahrhunderts entstand ein Zusammengehörigkeitsgefühl unter den Esten und führte zum Erwachen des estnischen Nationalbewusstseins. An der Entwicklung des estnischen Nationalbewusstseins hatten aber auch viele estophile Deutschbalten, wie zum Beispiel Garlieb Helwig Merkel, entscheidenden Anteil. Die nationale Bewegung richtete sich gegen die Vormundschaft und Privilegierung der Deutschbalten und die vom Zarenreich ausgehende Russifizierung mit der Einführung der russischen Sprache als Amts- und Unterrichtssprache. Zwischen diesen Polen bildete sich ein schnell wachsendes Nationalbewusstsein, doch erst 1918 konnten die Esten ihre Unabhängigkeit erlangen.

### Zweiter Weltkrieg und Wiedererlangung der Unabhängigkeit
Der Zweite Weltkrieg beendete die soeben erlangte Unabhängigkeit und hatte zur Folge, dass sich die Bevölkerungszahl Estlands um 200.000 verringerte. In den 1940er-Jahren kamen zehntausende Esten durch Krieg, Terror und Okkupation durch die Sowjetunion und das Deutsche Reich ums Leben. Darunter zählt die Bilanz 30.000 gefallene Esten. Etwa 1000 Esten jüdischer Herkunft wurden im Holocaust ermordet. Nach dem Krieg verringerte sich die Zahl der Esten im eigenen Land nochmals um 80.000 Menschen, welche aus Furcht vor einer neuen Terrorwelle der Sowjetunion flüchteten. Die bis 1991 andauernde Okkupation des Landes hatte nicht nur 70.000 unter Repressalien leidende Esten, von denen 12.000 ums Leben kamen, zur Folge. Im Rahmen umfassender Russifizierungspolitik kam es auch zu Zwangsansiedlungen von Russen, Ukrainern und Weißrussen in deren Folge der prozentuale Anteil der Esten innerhalb der Estnischen SSR von ca. 90 % bei Kriegsende auf 60 % am Ende der 1980er-Jahre sank.

### Entwicklungstendenzen
Auch nach Wiedererlangung der Souveränität sind etwa 25 % der Bevölkerung der Republik Estland russischsprachig. Nach wie vor kommt es kaum zu einer Vermischung der beiden Bevölkerungsgruppen.
Von der beträchtlichen Zahl an Auslandsesten leben 40.000 in Russland, viele davon in der zwischen beiden Ländern lange umstrittenen Region Setumaa.

## Sprache
Die estnische Sprache gehört der finno-ugrischen Sprachfamilie an und ist die Amtssprache der Republik Estland. Sie wird von etwa 1.000.000 Menschen in Estland sowie weltweit von weiteren Zehntausenden Esten gesprochen.